# حب التعلم
حب التعلم يطلق على المتعة التي يشعر بها المتعلم خلال تعلمه. في مجال علم نفس، الدوافع متغيرات مهمة تتحكم في نزعة الفرد للتعلم، حيث تنطلق من درجة عدم الرغبة إلى الحافزية بأقصى درجاتها.
تعتمد درجة الفاعلية في كل حالة على قوة الحافز لدى كل متعلم. أحد المصطلحات القريبة من هذا المصطلح هو الحافز الداخلي.